# ベルギー沿岸軌道
ベルギー沿岸軌道(nl:Kusttram)はフランス国境近くのデ・パンネからオランダ国境近くのクノック＝ヘイストまでを結ぶ単一の系統としては世界一長い総延長67kmのライトレール路線である。軌道は1,000mmのメーターゲージで直流電化600Vである。
最高時速は70km/h。
67kmの路線のうち68箇所の停留所が設定されている。夏の最繁忙期には10分間隔の運転を行い300万人の利用客がある。車両は既存の車両の中央部に低床部を追加し改良した更新車と新しい低床車両"ヘアメレイン"を使用し、利用しやすくなっている。

## 沿革
1885年に最初の区間オーステンデとニーウポールトで営業を開始した。この路線の運行はNMVB (National Neighbourhood Railway Company)/SNCVが行っていたが1991年にワロン地域とフランデレン地域の2つの継承会社に分割された。フランドル地域政府の運行会社"De Lijn"が沿岸軌道の運行を行っている。
路線の延長も計画されている。

## 沿線風景

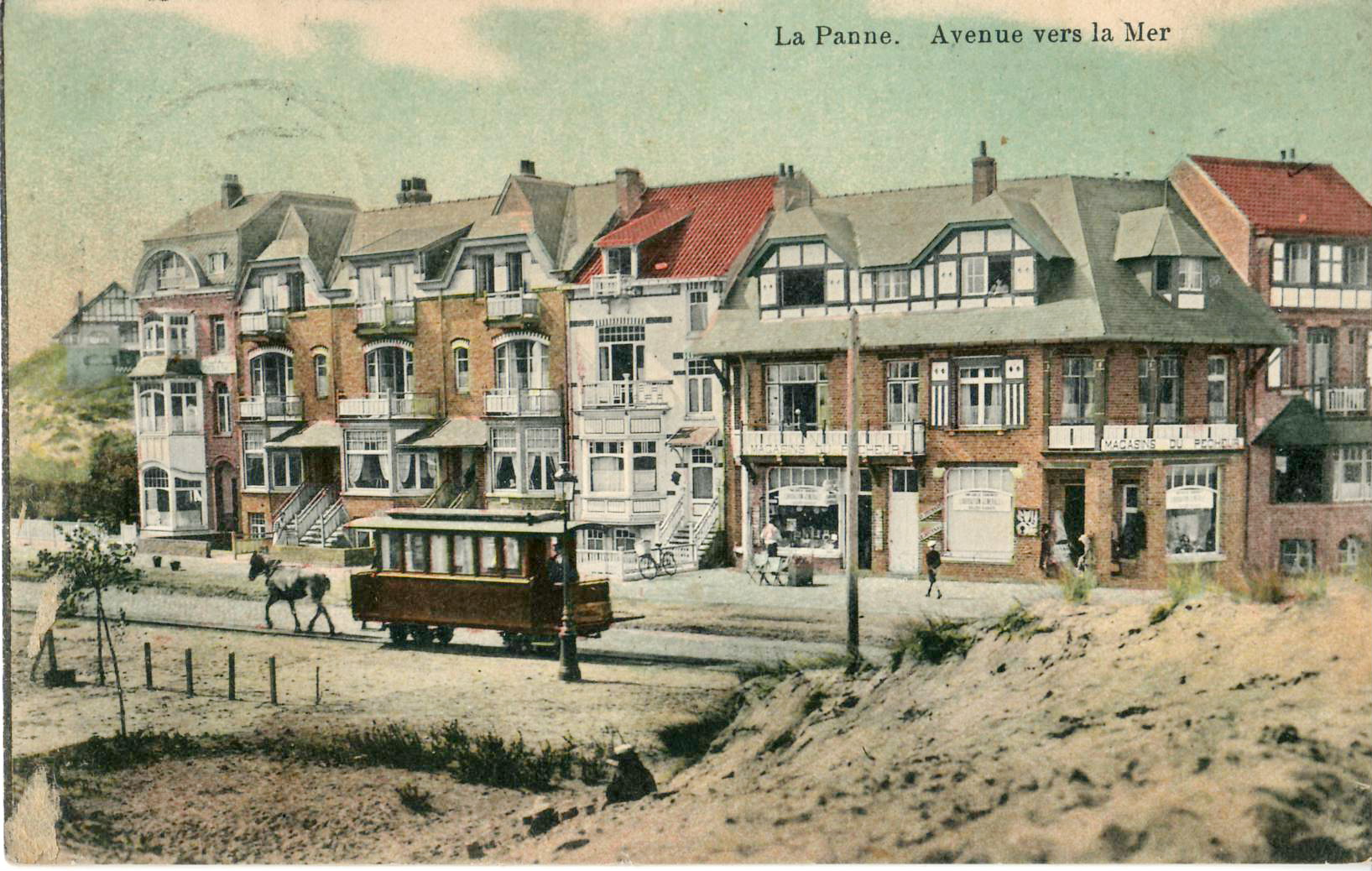
デ・パンネを走る古い馬車
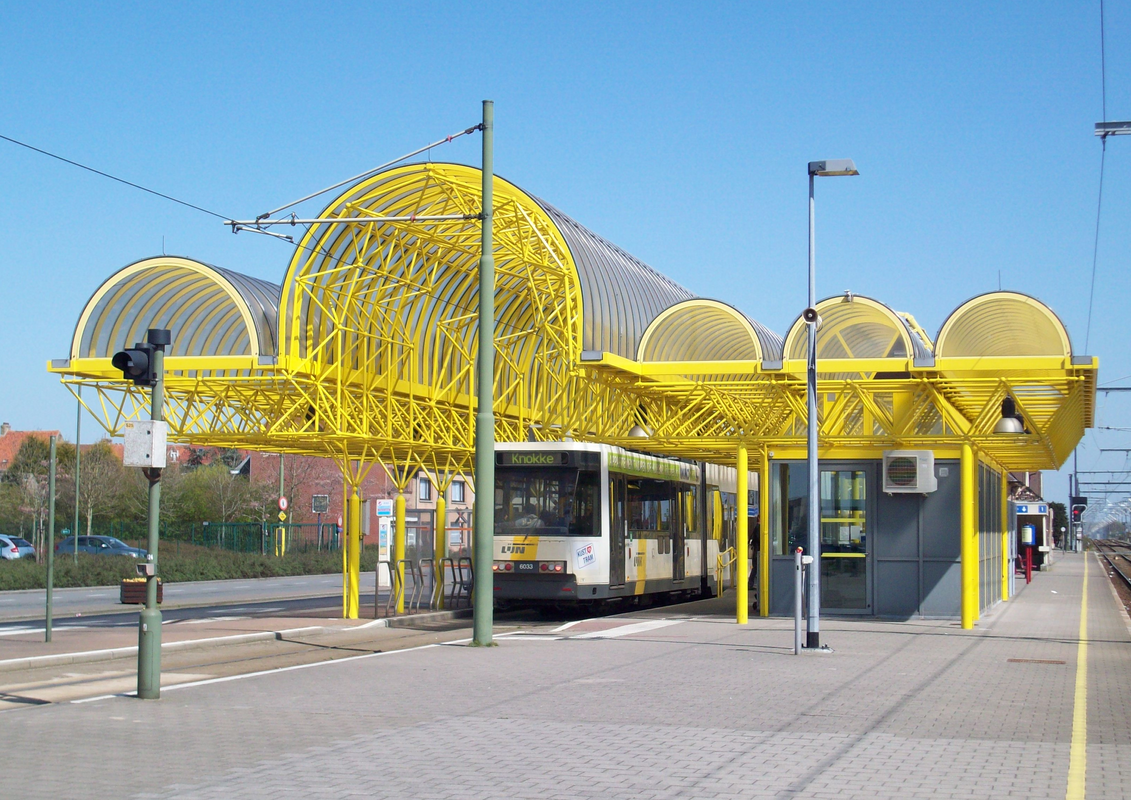
デ・パンネ駅
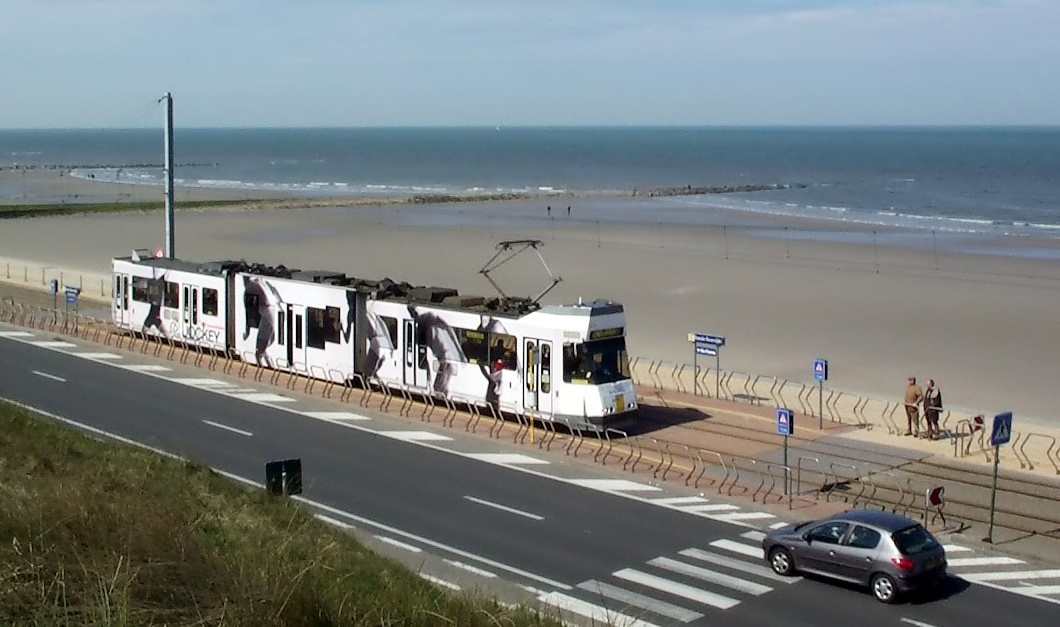
オーステンデの南、海岸沿いを走るトラム
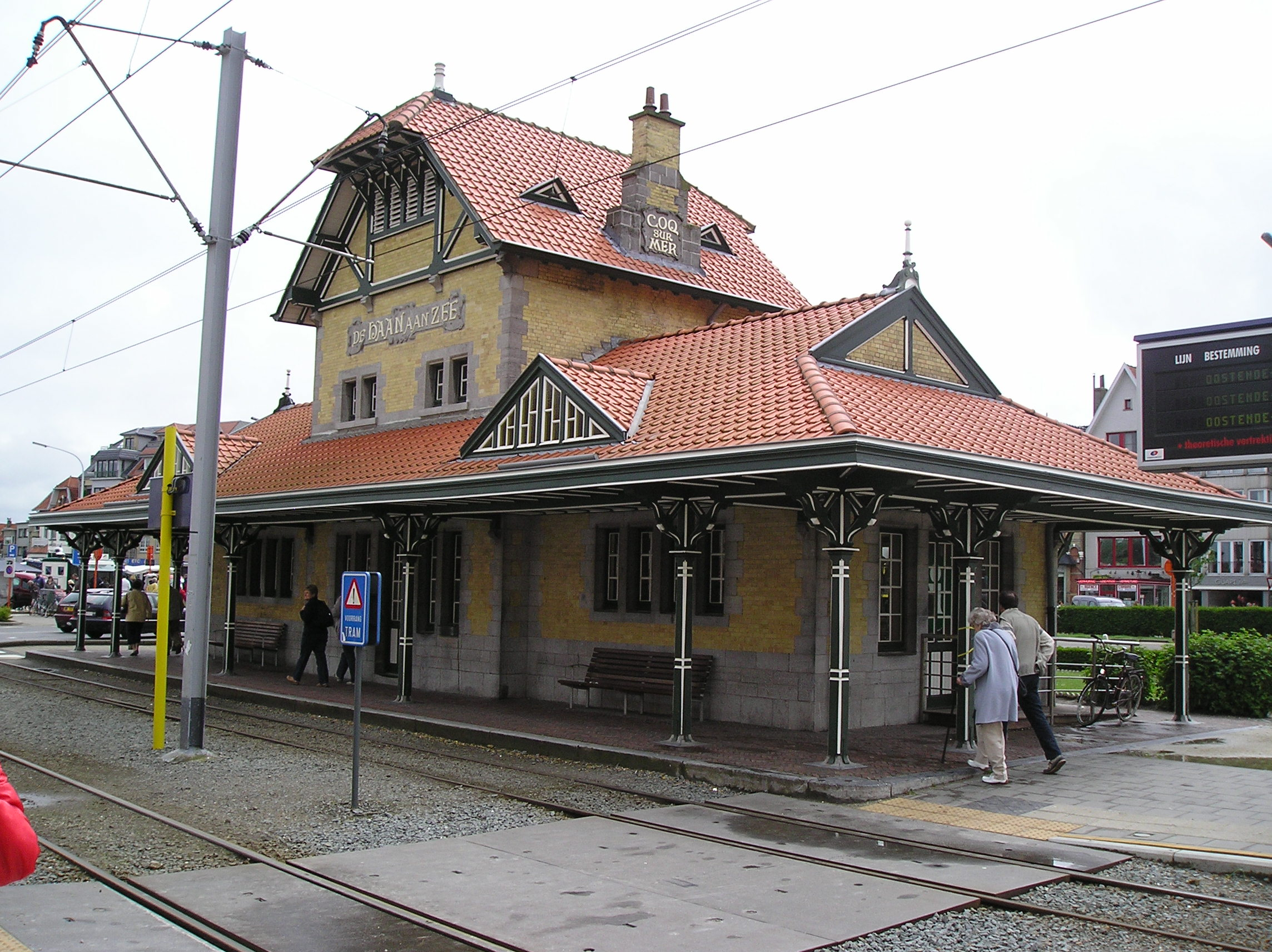
デ・ハーン（オランダ語版）駅（1902年営業）
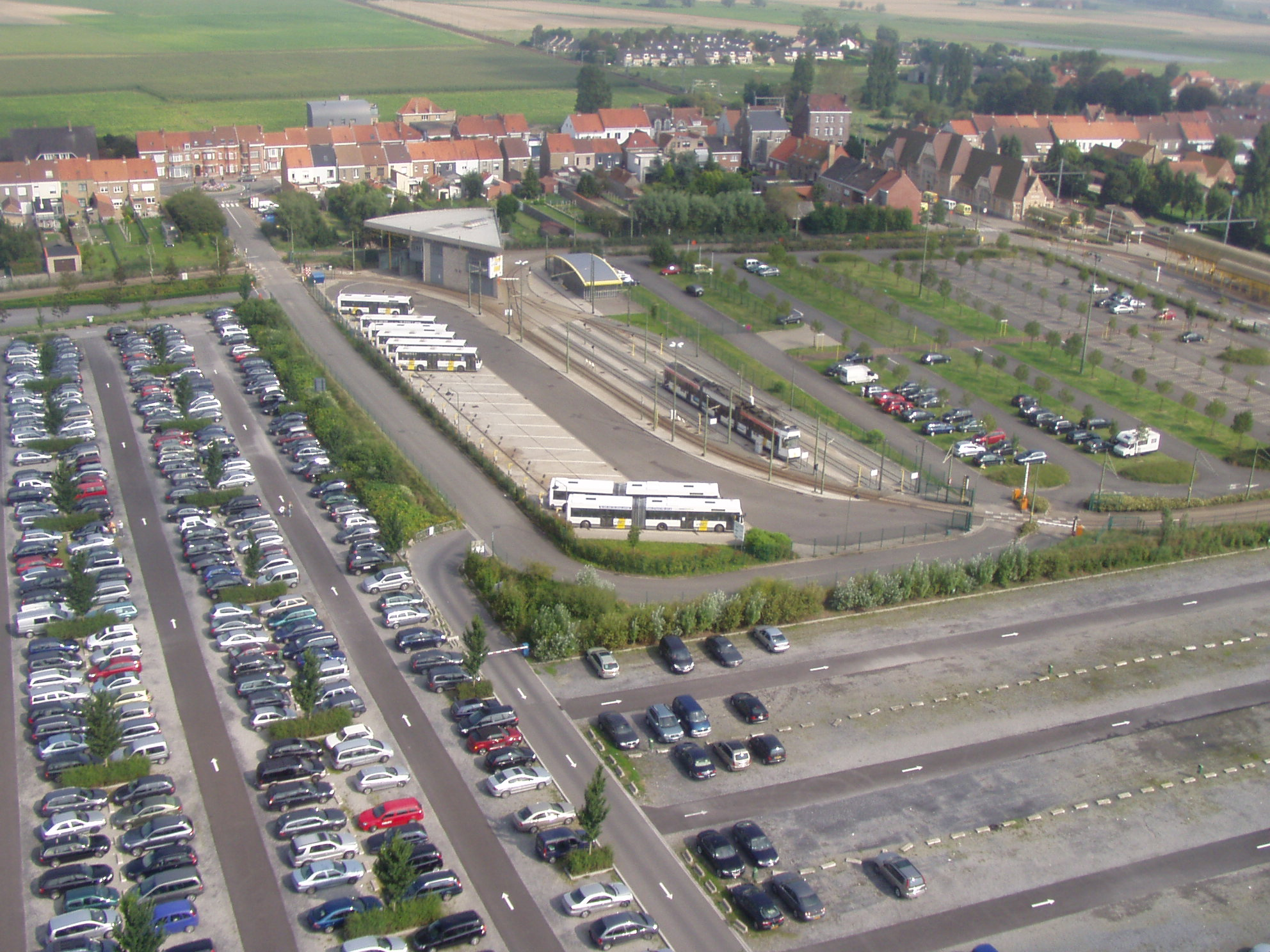
アディンケルケ（オランダ語版）にある停車場